# Episodi di Dennō Coil
Questo è l'elenco degli episodi di Dennō Coil, l'anime giapponese prodotto dalla Madhouse e trasmesso in patria nel 2007 sul canale della NHK NHK Kyōiku Television. In totale la serie consta di 26 episodi, trasmessi durante il sabato preserale dalle 18:30 alle 19:00. 
I primi tre episodi sono stati proiettati in Italia al Future Film Festival del 2008. In Italia i diritti sono stati acquistati dalla Dynit, che lo ha annunciato al Lucca Comics & Games 2011 e l'anime è stato trasmesso su Rai 4 dal 30 settembre 2012 al 7 aprile 2013 la domenica mattina.

## Lista degli episodi
| Nº | Titolo italiano Giapponese 「Kanji」 - Rōmaji                                                       | In onda           | In onda           |
| Nº | Titolo italiano Giapponese 「Kanji」 - Rōmaji                                                       | Giapponese        | Italiano          |
| 1  | I ragazzini con gli occhiali 「メガネの子供たち」 - Megane no kodomotachi                           | 12 maggio 2007    | 30 settembre 2012 |
| 2  | L'Agenzia di Cyber Investigazioni Coil 「コイル電脳探偵局」 - Koiru Dennō Tantei Kyoku              | 19 maggio 2007    | 7 ottobre 2012    |
| 3  | Yuko e Yuko 「優子と勇子」 - Yūko to Yūko                                                           | 26 maggio 2007    | 14 ottobre 2012   |
| 4  | Il Club degli Heikù di Daikoku 「大黒市黒客クラブ」 - Daikoku-shi Heikū Kurabu                      | 2 giugno 2007     | 21 ottobre 2012   |
| 5  | Sugli autobus a caccia di Meta-bug 「メタバグ争奪バスツアー」 - Metabagu sōdatsu basu tsuā          | 9 giugno 2007     | 28 ottobre 2012   |
| 6  | L'Automaton rosso 「赤いオートマトン」 - Akai Ōtomaton                                              | 16 giugno 2007    | 4 novembre 2012   |
| 7  | Mobilitazione! L'agenzia investigativa Coil 「出動!! コイル探偵局」 - Shutsudō!! Koiru tantei kyoku | 23 giugno 2007    | 11 novembre 2012  |
| 8  | Una festa d'estate e una sfida 「夏祭り、そして果たし合い」 - Natsumatsuri, soshite hatashiai       | 30 giugno 2007    | 18 novembre 2012  |
| 9  | La Signorina Michiko dall'altra parte 「あっちのミチコさん」 - Acchi no Michiko-san                 | 7 luglio 2007     | 25 novembre 2012  |
| 10 | Il diario di Kanna 「カンナの日記」 - Kanna no nikki                                                | 14 luglio 2007    | 2 dicembre 2012   |
| 11 | La città di Daikoku affonda! 「沈没! 大黒市」 - Chinbotsu! Daikoku-shi                              | 21 luglio 2007    | 9 dicembre 2012   |
| 12 | A Daichi crescono i peli della barba 「ダイチ、発毛ス」 - Daichi, hatsumō su                        | 28 luglio 2007    | 16 dicembre 2012  |
| 13 | L'ultimo plesiosauro 「最後の首長竜」 - Saigo no kubinagaryu                                        | 4 agosto 2007     | 13 gennaio 2013   |
| 14 | Dossier di una creatura 「いきものの記録」 - Ikimono no kiroku                                      | 1º settembre 2007 | 20 gennaio 2013   |
| 15 | Il ragazzo al di là della stazione 「駅向こうの少年」 - Eki mukō no shōnen                          | 8 settembre 2007  | 27 gennaio 2013   |
| 16 | La stanza d'ospedale di Isako 「イサコの病室」 - Isako no byōshitsu                                 | 15 settembre 2007 | 3 febbraio 2013   |
| 17 | L'ultima vacanza estiva 「最後の夏休み」 - Saigo no natsu yasumi                                    | 22 settembre 2007 | 10 febbraio 2013  |
| 18 | Il passaggio per un altro mondo 「異界への扉」 - Ikai e no tobira                                   | 29 settembre 2007 | 17 febbraio 2013  |
| 19 | I visitatori neri 「黒い訪問者」 - Kuroi hōmonsha                                                   | 6 ottobre 2007    | 24 febbraio 2013  |
| 20 | Kanna e Yasako 「カンナとヤサコ」 - Kanna to Yasako                                                 | 13 ottobre 2007   | 3 marzo 2013      |
| 21 | L'Automaton nero 「黒いオートマトン」 - Kuroi Ōtomaton                                              | 20 ottobre 2007   | 10 marzo 2013     |
| 22 | L'ultimo Coil 「最後のコイル」 - Saigo no Koiru                                                     | 27 ottobre 2007   | 17 marzo 2013     |
| 23 | Il desiderio esaudito 「かなえられた願い」 - Kanaerareta negai                                      | 10 novembre 2007  | 24 marzo 2013     |
| 24 | I bambini che abbandonano gli occhiali 「メガネを捨てる子供たち」 - Megane o suteru kodomotachi     | 17 novembre 2007  | 31 marzo 2013     |
| 25 | L'incrocio Hazama della città di Kanazawa 「金沢市はざま交差点」 - Kanazawa-shi hazama kōsaten      | 24 novembre 2007  | 7 aprile 2013     |
| 26 | Yasako e Isako 「ヤサコとイサコ」 - Yasako to Isako                                                 | 1º dicembre 2007  | 7 aprile 2013     |